# Stenopleustes inermis
Stenopleustes inermis är en kräftdjursart som beskrevs av Robert Alan Shoemaker 1949. Stenopleustes inermis ingår i släktet Stenopleustes och familjen Pleustidae. Inga underarter finns listade i Catalogue of Life.